# Dendrobium micholitzii
Dendrobium micholitzii là một loài thực vật có hoa trong họ Lan. Loài này được Rolfe ex Ames mô tả khoa học đầu tiên năm 1904.